# Grândola, Vila Morena (single II de José Afonso)
"Grândola, Vila Morena" é um single de José Afonso, lançado em 1977.